# گانر فانت

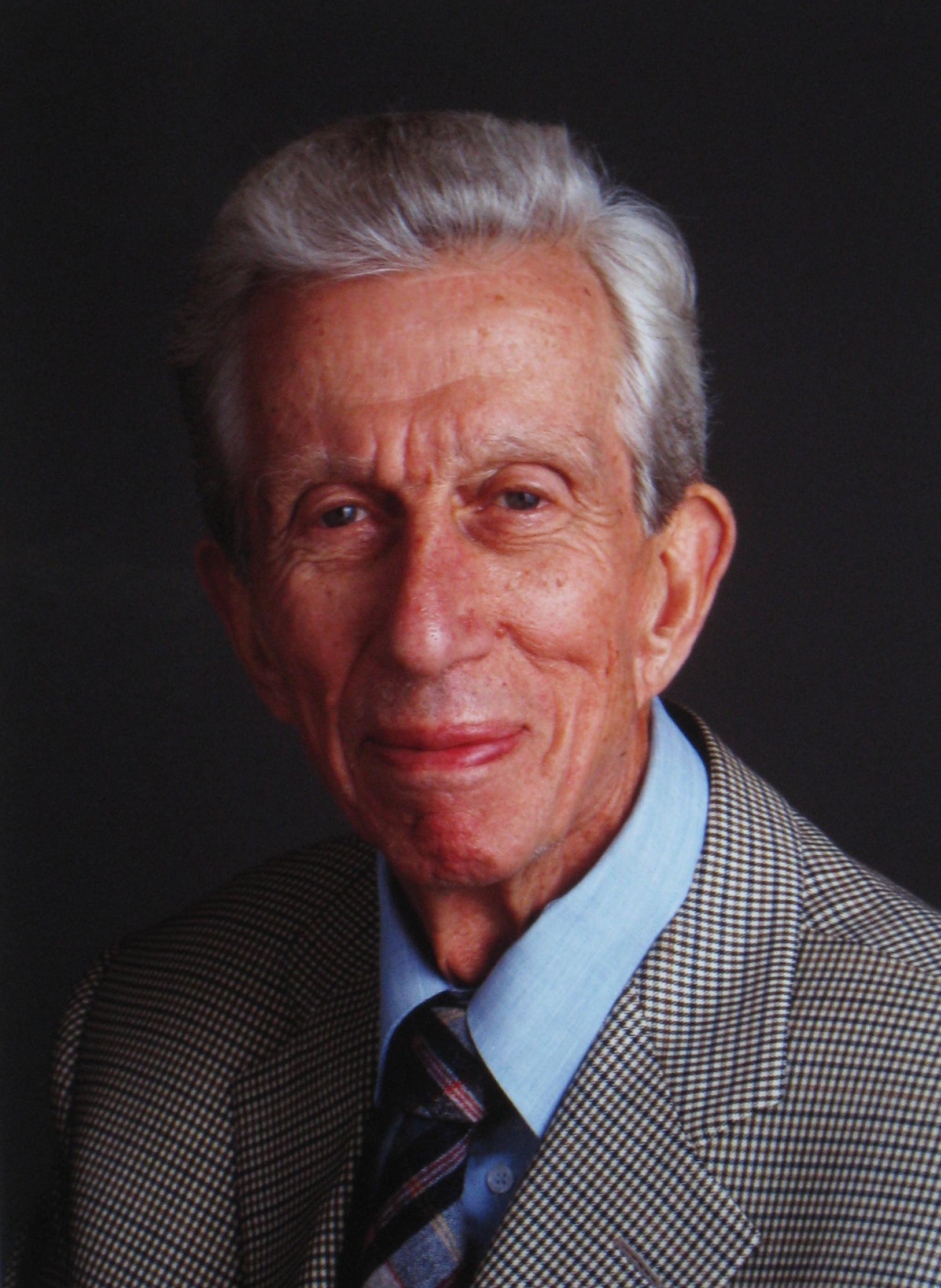
گونار فانت (۱۹۹۹)

گونار فانت (۸ اکتبر ۱۹۱۹ - ۶ ژوئن ۲۰۰۹) آواشناس سوئدی و استاد ممتاز مؤسسه فناوری سلطنتی در سوئد بود.